# Chaetocercus
Chaetocercus (boselfen) is een geslacht van vogels uit de familie kolibries en de geslachtengroep Mellisugini (bijkolibries). Het geslacht kent zes soorten:
- Chaetocercus astreans  – Santa-Martaboself
- Chaetocercus berlepschi  – Esmeraldasboself
- Chaetocercus bombus  – Kleine boself
- Chaetocercus heliodor  – Zonneboself
- Chaetocercus jourdanii  – Jourdans boself
- Chaetocercus mulsant  – Witbuikboself